# Fiore di carne
Fiore di carne (Turks fruit) è un film del 1973 diretto da Paul Verhoeven, tratto da un romanzo di Jan Wolkers (Olga la rossa, del 1969), candidato all'Oscar al miglior film straniero.
Fiore di carne è stato uno dei film olandesi di maggior successo di tutti i tempi: la pellicola sbancò i botteghini con 3.328.804 spettatori, ovverosia il 27% circa degli abitanti del paese.
Nel 1974 fu candidato agli Oscar come Miglior film straniero e nel 1999 vinse il premio per il migliore film olandese del secolo.

## Trama
Erik, uno scultore bohémien, si sveglia di soprassalto una notte in preda agli incubi, a seguito d'una nottata trascorsa in cerca di avventure sessuali per la strada. Egli è profondamente turbato dalla recente rottura con la giovane moglie Olga, della quale è follemente innamorato, e di lì a poco incomincia a rimembrarne la travagliata relazione attraverso un'estesa analessi.
Un giorno, mentre è intento a fare l'autostop per la strada, viene caricato da una giovane ed attraente ragazza dai capelli fulvi, la sua futura moglie Olga, con la quale scatta un'immediata attrazione sessuale ed intesa spirituale. I due vanno ben presto a vivere assieme e, alla fine, decidono di volersi sposare. La loro unione è però fortemente osteggiata dalla madre di lei, che mal vede Erik per il suo precario stile di vita e che lo ritiene perciò incapace di provvedere al benessere della figlia. Ciononostante, almeno formalmente, la benestante famiglia della ragazza dà il proprio beneplacito alle nozze.
Con il passar del tempo però, Olga incomincia a comportarsi in maniera strana. Ad una festa organizzata dai genitori di lei, la ragazza flirta alquanto vistosamente con un uomo d'affari ivi presente, scatenando in tal modo una furibonda lite con Erik; alla fine, roso dalla rabbia, schiaffeggia bruscamente la moglie, spingendola così a lasciarlo. In reazione a ciò, Erik arriva a sfasciare il proprio studio nel tentativo di distruggere qualsiasi cosa che gli ricordi anche solo lontanamente la moglie. Qui termina il suo flashback e si torna al presente, dove Erik cerca di andare avanti con la propria vita ma è ancora irrimediabilmente ossessionato da Olga, non riuscendo a dimenticarla neppure con altre donne; i suoi tentativi poi di riparlarle sono fermamente ostacolati dalla madre di lei, che gli impedisce anche soltanto di vederla, finché un giorno l'ex suocera non si presenta con un'istanza di divorzio. Sciolto finalmente il vincolo che li legava, Erik apprende con mestizia che nel frattempo Olga s'è legata ad un ricco imprenditore statunitense e che programma addirittura di sposarlo.
Passa del tempo ed Olga, che s'era trasferita negli Stati Uniti al seguito del suo sposo, è ora ritornata nei Paesi Bassi conseguentemente al fallimento del proprio matrimonio. Si presenta quindi da Erik, vestita in modo ricercato quanto stravagante, e sin da subito manifesta un comportamento estremamente bizzarro ed incoerente. Nel bel mezzo del loro incontro poi la ragazza collassa improvvisamente, cosicché Erik la scorta immediatamente in ospedale, dove le viene diagnosticato un tumore al cervello allo stato terminale. Conscio che le resterà ormai ben poco da vivere, Erik decide di restarle accanto fino alla fine, portandole spesso dei lokum, dolci turchi particolarmente morbidi, essendo preoccupato che a causa della chemioterapia cibo più solido le possa rompere i denti. Alla fine, Olga gli morirà tra le braccia.